# Nati nel 1984/Senza giorno specificato
| Questa pagina contiene informazioni ricavate automaticamente dalle voci biografiche con l'ausilio del template Bio e di un bot. L'aggiornamento è periodico e automatico e ricostruisce completamente la pagina. Se manca una persona in questa lista, sei pregato di non aggiungerla, ma accertati piuttosto che la sua voce biografica contenga il template Bio e che i dati anagrafici siano correttamente compilati. Se il template Bio manca, inseriscilo tu stesso o, in alternativa, metti l'avviso {{tmp\|Bio}} che ne segnala la mancanza. Se i dati riportati sono sbagliati, correggi direttamente la voce biografica; le modifiche saranno visibili in questa lista entro pochi giorni. Per chiarimenti vedi il progetto biografie. La lista contiene solo le 80 persone che sono citate nell'enciclopedia e per le quali è stato implementato correttamente il template Bio. Pagina aggiornata al 18 ago 2025. |

- Adrian Teh, regista malese
- Madalena Alberto, attrice e cantante portoghese
- Marie Aufranc, ex sciatrice alpina francese
- Nicholas Baker, ex sciatore alpino statunitense
- Sara Baume, scrittrice irlandese
- Elísabet Benavent, scrittrice spagnola
- Giacomo Bendotti, scrittore, sceneggiatore e fumettista italiano
- Marcos Berríos, astronauta statunitense
- Leyla Bouzid, regista tunisina
- Ingrid Busterud, ex sciatrice alpina norvegese
- Danilo Caputo, regista e sceneggiatore italiano
- Eugenia Caruso, attrice italiana
- Alessandro Castiglioni, storico dell'arte italiano
- Terry Cavanagh, autore di videogiochi irlandese
- Caroline Criado-Perez, giornalista e attivista britannica
- Kiernan Dorney, giocatore di football americano australiano
- Mariko Ebralidze, cantante georgiana
- Marco Furio Ferrario, saggista italiano
- Thaís Fersoza, attrice e conduttrice televisiva brasiliana
- Sandra Fiegl, ex sciatrice alpina austriaca
- Tor Henning Fodnesbergene, ex sciatore alpino norvegese
- Chris Folz, modello statunitense
- Travon Free, comico, autore televisivo e sceneggiatore statunitense
- Laura Freudenthaler, scrittrice austriaca
- Kazbek Gekkiev, giornalista russo († 2012)
- David Guerrier, trombettista francese
- Emma Hamilton, attrice e sceneggiatrice australiana
- Tristan Harris, informatico e imprenditore statunitense
- Steve Hauschildt, compositore statunitense
- He Jiankui, biofisico cinese
- Heidi Herløw, cantante danese
- Ida Hinders, ex sciatrice alpina svedese
- Shabaka Hutchings, musicista britannico
- Ngaiire, cantautrice papuana
- Kristoffer Karlsson, arbitro di calcio svedese
- Kelly Knox, modella inglese
- C. M. Kosemen, artista e scrittore turco
- Stefano Labbia, sceneggiatore, poeta e scrittore italiano
- Francisco Laguna Correa, scrittore, saggista e poeta argentino
- Baha Lahcen, cantautore marocchino
- Vincenzo Latronico, scrittore e traduttore italiano
- Shannon Lucas, batterista statunitense
- Zena Soraya Mahlangu, regina swazilandese
- Markus Maier, ex sciatore alpino austriaco
- Anthony Marra, scrittore statunitense
- Hannah Marshall, attrice neozelandese
- Jacob Matschenz, attore tedesco
- Liliana Mele, attrice italiana
- Alberto Mesirca, chitarrista italiano
- Alex Metric, disc jockey, musicista e produttore discografico britannico
- Isabelle Morin, politica canadese
- Evgenij Morozov, sociologo e giornalista bielorusso
- Patrick Neff, ex giocatore di football americano tedesco
- Chrīstos Nikou, regista, sceneggiatore e produttore cinematografico greco
- Ingrid Oldertrøen, ex sciatrice alpina norvegese
- Kristin Berild Ose, ex sciatrice alpina norvegese
- Ryan Ottens, giocatore di football americano australiano
- Akosua Adoma Owusu, regista e produttrice cinematografica ghanese
- Nick Payne, sceneggiatore e drammaturgo britannico
- Primate, wrestler inglese
- Shahid Akhtar Qalandar, cantante, cantautore e poeta pakistano
- Emanuele Reali, carabiniere italiano († 2018)
- Frederick Schmidt, attore britannico
- Megan E. Schwamb, astronoma statunitense
- Jennifer Serrano, cantante spagnola
- Sky Hopinka, regista statunitense
- Sun Araw, musicista statunitense
- Sun Guoyou, astronomo cinese
- Enrique Tarrio, attivista statunitense
- Maryna V"jazovs'ka, matematica ucraina
- Veronika Vice, wrestler canadese
- Judith Vittet, attrice e artista francese
- Tomáš Vorobjov, astronomo slovacco
- Farzana Wahidy, fotografa e giornalista afghana
- Laura Wandel, regista e sceneggiatrice belga
- Will Weaver, allenatore di pallacanestro statunitense
- Wei Ziya, modella cinese
- Evan Weiss, ex sciatore alpino statunitense
- James B. Whiteside, danzatore statunitense
- Scott Wolfe, ex giocatore di football americano australiano